# Fussball Club Südtirol 2007-2008
Questa pagina raccoglie le informazioni riguardanti il Fussball Club Südtirol nelle competizioni ufficiali della stagione 2007-2008.

## Stagione
Nella stagione 2007-2008 il Südtirol ha disputato il girone A del campionato di Serie C2, ottenendo il dodicesimo posto in classifica con 44 punti, appaiata al Varese. Il torneo è stato vinto con 57 punti dal Pergocrema che ha ottenuto la promozione diretta in Serie C1, la seconda promossa è stata il Lumezzane che ha vinto i playoff.
Il club continua a scontare i postumi della defezione del presidente Leopold Goller: solo l'intensificazione dell'apporto di Hans Krapf (titolare del main sponsor Duka) permette al direttivo di riorganizzarsi e sventare la cessazione dell'attività. Figura chiave di questo frangente è il manager Dietmar Pfeifer, che assume la carica di amministratore delegato.

## Divise e sponsor
Le divise, prodotte da Mass, sono del tutto analoghe a quelle dell'anno precedente. Confermati in blocco gli sponsor Duka, Südtirol ("marchio ombrello" territoriale), Würth e Birra Forst.
| Casa |

## Rosa
| N. |                   | Ruolo | Calciatore           |
| -- | ----------------- | ----- | -------------------- |
|    | Italia (bandiera) | C     | Simonluca Agazzone   |
|    | Italia (bandiera) | C     | Michael Bacher       |
|    | Italia (bandiera) | A     | Marco Benvenuto      |
|    | Italia (bandiera) | D     | David Bianchini      |
|    | Italia (bandiera) | D     | Dario Bova           |
|    | Italia (bandiera) | D     | Hans Rudi Brugger    |
|    | Italia (bandiera) | D     | Lorenzo Burzigotti   |
|    | Italia (bandiera) | C     | Mauro Calvi          |
|    | Italia (bandiera) | C     | Davide Carfora       |
|    | Italia (bandiera) | C     | Massimiliano Dalpiaz |
|    | Italia (bandiera) | C     | Hannes Fink          |
|    | Italia (bandiera) | C     | Andrea Ghidini       |

| N. |                      | Ruolo | Calciatore           |
| -- | -------------------- | ----- | -------------------- |
|    | Italia (bandiera)    | D     | Hannes Kiem          |
|    | Serbia (bandiera)    | A     | Azdren Llullaku      |
|    | Italia (bandiera)    | A     | Denis Mair           |
|    | Italia (bandiera)    | A     | Daniel Pfitscher     |
|    | Svizzera (bandiera)  | D     | Fabio Pittilino      |
|    | Italia (bandiera)    | D     | Simon Rossi          |
|    | Italia (bandiera)    | C     | Marco Scarnato       |
|    | Italia (bandiera)    | C     | Manuel Scavone       |
|    | Italia (bandiera)    | P     | Andrea Servili       |
|    | Italia (bandiera)    | A     | Alessandro Simonetta |
|    | Argentina (bandiera) | A     | Marcelo Andres Verón |
|    | Italia (bandiera)    | D     | Thomas Veronese      |

## Risultati

### Campionato

#### Girone di andata
| 26 agosto 2007 1ª giornata | Pergocrema | 1 – 1 | Südtirol |  |

| 2 settembre 2007 2ª giornata | Südtirol | 3 – 0 | Valenzana |  |

| 9 settembre 2007 3ª giornata | Torres | 2 – 1 | Südtirol |  |

| 16 settembre 2007 4ª giornata | Südtirol | 2 – 1 | Varese |  |

| 23 settembre 2007 5ª giornata | Pizzighettone | 0 – 0 | Südtirol |  |

| 30 settembre 2007 6ª giornata | Südtirol | 2 – 1 | Ivrea |  |

| 7 ottobre 2007 7ª giornata | Lumezzane | 1 – 1 | Südtirol |  |

| 14 ottobre 2007 8ª giornata | Olbia | 1 – 1 | Südtirol |  |

| 21 ottobre 2007 9ª giornata | Südtirol | 1 – 0 | Nuorese |  |

| 28 ottobre 2007 10ª giornata | Pavia | 0 – 0 | Südtirol |  |

| 1º novembre 2007 11ª giornata | Südtirol | 1 – 0 | Carpenedolo |  |

| 4 novembre 2007 12ª giornata | Südtirol | 1 – 1 | USO Calcio |  |

| 11 novembre 2007 13ª giornata | Canavese | 2 – 0 | Südtirol |  |

| 18 novembre 2007 14ª giornata | Südtirol | 2 – 1 | Cuneo |  |

| 25 novembre 2007 15ª giornata | Mezzocorona | 1 – 0 | Südtirol |  |

| 2 dicembre 2007 16ª giornata | Südtirol | 2 – 1 | Rodengo Saiano |  |

| 9 dicembre 2007 17ª giornata | Pro Vercelli | 4 – 3 | Südtirol |  |

#### Girone di ritorno
| 16 dicembre 2007 18ª giornata | Südtirol | 1 – 1 | Pergocrema |  |

| 23 dicembre 2007 19ª giornata | Valenzana | 1 – 1 | Südtirol |  |

| 13 gennaio 2008 20ª giornata | Südtirol | 1 – 1 | Torres |  |

| 20 gennaio 2008 21ª giornata | Varese | 1 – 0 | Südtirol |  |

| 27 gennaio 2008 22ª giornata | Südtirol | 1 – 0 | Pizzighettone |  |

| 10 febbraio 2008 23ª giornata | Ivrea | 1 – 0 | Südtirol |  |

| 17 febbraio 2008 24ª giornata | Südtirol | 1 – 2 | Lumezzane |  |

| 24 febbraio 2008 25ª giornata | Südtirol | 2 – 0 | Olbia |  |

| 2 marzo 2008 26ª giornata | Nuorese | 0 – 0 | Südtirol |  |

| 9 marzo 2008 27ª giornata | Südtirol | 2 – 2 | Pavia |  |

| 16 marzo 2008 28ª giornata | Carpenedolo | 2 – 1 | Südtirol |  |

| 22 marzo 2008 29ª giornata | USO Calcio | 0 – 0 | Südtirol |  |

| 6 aprile 2008 30ª giornata | Südtirol | 0 – 2 | Canavese |  |

| 13 aprile 2008 31ª giornata | Cuneo | 1 – 1 | Südtirol |  |

| 20 aprile 2008 32ª giornata | Südtirol | 0 – 1 | Mezzocorona |  |

| 27 aprile 2008 33ª giornata | Rodengo Saiano | 0 – 0 | Südtirol |  |

| 4 maggio 2008 34ª giornata | Südtirol | 2 – 1 | Pro Vercelli |  |